# Iñigo Cabo
Pour les articles homonymes, voir Cabo.
 (août 2013).
Íñigo Cabo (né le 4 avril 1970 à Bilbao) est un artiste et théoricien espagnol contemporain qui vit et travaille à Bilbao.

## Biographie
À part ses travaux purement critiques comme Nouvelle Objectivité (Prix d'essai critique Espais, 2001), les projets d'Íñigo Cabo engagent la production de pièces multimédia (sculptures, films) à travers la création de plateformes de travail collectif et trans-disciplinaire. Il a reçu le soutien d'institutions comme la Fondation La Caixa (Barcelone), le Deutscher Akademischer Austauschdienst-DAAD (Berlin) ou le Musée Guggenheim de Bilbao. Il enseigne actuellement à l'École de Beaux-Arts de Bilbao et dirige la programmation du nouveau centre Alhóndiga Bilbao.

## Formation
2008 
- Thèse de doctorat Discontinuité. Structure générale et des systèmes de la possibilité de projets artistiques du XXIe siècle, Département des beaux-arts, Université de Pays Basque, Espagne

1999-2002 	
- Diplôme d’études approfondies en Nouvelle Technologie en Art', programme doctoral Technologie et l’événement artistique, Département des beaux-arts, Université de Pays Basque, Espagne

1996-1997 	
- Master des Arts Multimédia, Prof. Rebecca Horn, Université des beaux-arts, Hochschule der Künste, HdK, Berlin, Allemagne

1995-1996 	
- Diplôme des beaux-arts de la Sculpture et Multimédia, Prof. Rebecca Horn Université des beaux-arts, Hochschule der Künste, HdK, Berlin, Allemagne

1990-1995 	
- Diplôme de la peinture, Université de Pays Basque, Espagne Diplôme des arts audio-visuels, Université de Pays Basque, Espagne

## Expositions Personnelles
2007 	
- Closing Time', Fondation Bilbao Arte Fundazioa, Bilbao, Espagne

2004 	
- WS. Ningún artista joven. Action´s supermarket, Biennale d’art contemporain, Quito, Équateur
- WS#2 Mem, Necessity of the real, MEM 04, La Hacería, Bilbao, Espagne

2002 	
- Work 1.02, Galería Catálogo General, Bilbao, Espagne

1998 	
- Club, Exhibition Hall Rekalde, Bilbao (Barbara Bloom - Íñigo Cabo - Tony Oursler), Espagne

## Expositions collectives
2008 	
- A listening room; Anne+, Ivry-sur-Seine, France
- La Forme Théorie, Laboratoire Artistique International du Tarn, L.A.I.T., Albi-Castres, France

2007 	
- Closing Time, Museo de Bellas Artes de Bilbao, Espagne ; Festival international du documentaire et du court-métrage de Bilbao (Zinebi), ciclo EBA, Espagne

2006 	
- Biennale de Paris, France, Espagne, Équateur, Closing Time

2005 	
- Musica Ex Machina, MEM 2005, Kaleidoskop, Copenhague, Danemark
- Musica Ex Machina, MEM 2005, Bilbao, Espagne

2004 	
- Artistes de la galerie, galerie Catálogo General, Bilbao, Espagne

2003 	
- Photographie collective, galerie Catálogo General, Bilbao, Espagne

2002 	
- Artistes de la galerie, (I et II) galerie Catálogo General, Bilbao, Espagne
- Artistes de la galerie, Conmemoración, galerie Catálogo General, Espagne

2001 	
- Llueve sobre mojado, Palacio de Montehermoso, Vitoria, Espagne
- Artistes de la galerie, galerie Catálogo General, Bilbao, Espagne

2000 	
- Sala Koldo Mitxelena, Gure Artea 2000, San Sebastián, Espagne
- Fundación Bilbao Arte, Bourses 2000, Bilbao, Espagne

1999 	
- Biennale d’Arte Joven de l’Europe et Méditerranée, Rome, Italie
- Exposition	Galería Kunstruimte, Berlin, Allemagne

1998 	
- Licht Infection, AIDS LOUNGE, Parabolic Spaces, Berlin, Allemagne
- Ceterum Censeo, Marshtal Museum, Galería Kunstruimte, Berlin, Allemagne
- Indoor Games, Foundation Stiftung Stiftung Starke, Löwen Palais, Berlin, Allemagne
- Indoor Games, galerie Amasté, Bilbao, Espagne

1997 	
- Hochschule der Künste, HdK, Berlin, Allemagne

1996 	
- Galerie Manfred Giesler-Georg Nothelfer, Berlin, Allemagne
- Galerie Fine Art Rafael Vostell, Berlin-Gallery Raab, Berlin, Allemagne
- Fondation Weinhaus Huth, Deimler Benz, Berlin, Allemagne
- Galerie Malovany Düm, République Tchèque
- Rekalde Exhibition Hall, Gure Artea 96, Bilbao, Espagne

1995 	
- Rekalde Exhibition Hall, Gure Artea 94, Bilbao, Espagne Sala Amárica, Vitoria, Espagne
- Sala Koldo Mitxelena, San Sebastián, Espagne
- Hochschule der Künste, HdK, Berlin, Allemagne

1994 	
- Exhibition Hall, BBV, Bilbao, Espagne

1993 	
- Rekalde Exhibition Hall, Bizkaiko Artea 92, Bilbao, Espagne

## Prix/Bourses
2007 	
- Bourse du gouvernement régional de Bizkaia pour l’édition de Closing Time, Espagne

2006 	
- Sélectionné par le gouvernement basque pour présentation de Closing Time à Paris

2001 	
- Premier prix de la fondation ESPAIS pour l’essai critique sur l’art contemporain

2000 	
- Prix Gure Artea 2000 du Gouvernement Basque, Espagne

1999-2000 	
- Bourse de la création artistique de fondation Bilbao Arte, Espagne

1996-1997 	
- Bourse de la fondation "La Caixa" et de la Deutscher Akademischer Austauschdienst, DAAD
- Aide à la création artistique du gouvernement régional de Bizkaia, Espagne

1995-1996 	
- Aide à la création artistique du gouvernement régional de Bizkaia, Espagne
- Prix Gure Artea 96 du Gouvernement Basque, Espagne

1994-1995 	
- Programme ERASMUS, Hochschule der Künste, HdK, Berlin, Allemagne
- Prix Gure Artea 94 du Gouvernement Basque, Espagne

1992 	
- Prix Bizkaiko Artea 92 du gouvernement régional de Bizkaia, Espagne

1991 	
- Biennale de la peinture, Lemona, Bizkaia (deuxième prix), Espagne

## Recherches/Cours/Séminaires
2005 	
- Atelier de Gabriel Orozco, fondation Marcelino Botín, Villa Iris

2004-2003 	
- Arte y Saber (A + S), Arteleku 2003-2004, dirigé par Juan Luís Moraza, en collaboration avec Université Internationale de Andalucía UNIA

2005-2006 	
- Étude iconographique sur la forme de medium et la technologie de développement artistique et la production industrielle de l’entreprise F2 et ses liens avec l’art contemporain, dirigé par José Antonio Martínez Liceranzu

2006-2007 	
- Directeur de projet de recherches et vice-président d’UPV-EHU, Closing Time Biennale de Paris, USFQ-Foundation Bilbao Arte

## Publications
- Closing Time, livre & DVD, 2007
- Closing Time, Catalogue de Biennale de Paris 2006
- Nueva obetividad, fondation Espais contemporary art critic 2002, Critic prize 2001
- Mem codex 3, Festival Musica ex Machina, MEM 04
- Catalogue de Gure Artea 02, Jon Mikel Euba, Gouvernement Basque
- Catalogue de Gure Artea 02, José Ramón Amondaraín, Gouvernement Basque
- Catalogue de Gure Artea 02, Pepo Salazar, Gouvernement Basque
- Catalogue de Gure Artea 96, Gouvernement Basque
- Catalogue de Club - Sala Rekalde Bilbao, Diputación Foral de Bizkaia 1998

## Collections publiques
- Gouvernement régional de Bizkaia, Espagne
- Kunstruimte galerie, Berlin, Allemagne
- Abel Raum Für Neue Kunst galerie, Berlin, Allemagne
- Fondation Stifttung Starke, Berlin, Allemagne
- Catálogo General galerie, Bilbao, Allemagne
- Fundación Bilbao Arte, Espagne